# Rio Guariba
O rio Guariba é um afluente do rio Amazonas e Mato Grosso, no oeste do Brasil.